# Romeinse wraak

De ligging van Oostenrijk in Europa.

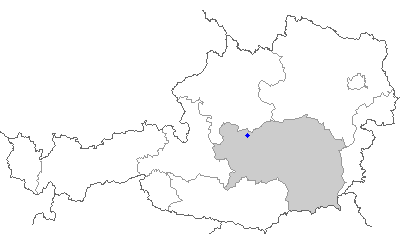
De stad Liezen in Oostenrijk.

Romeinse wraak is een spionageroman van auteur Gérard de Villiers en is het 62e deel uit de S.A.S.-reeks met als protagonist de Oostenrijkse prins en freelance CIA-agent Malko Linge.

## Het verhaal
Malko organiseert een bal voor de Europese adel in zijn kasteel te Liezen. De kasteeltuin wordt verlicht door honderden lichtjes en in combinatie met vers gevallen sneeuw schept dit een zeer romantische sfeer. Het bal is dan ook zeer geslaagd totdat een groep terroristen het kasteel binnendringt en de balzaal geheel aan gruzelementen schiet.
De groep beweert medestanders van de “Palestijnse zaak” te zijn en daarom de Zionistische Malko te willen doden.
Tijdens een schietpartij weet Malko te ontkomen maar enkele van zijn gasten zijn minder gelukkig en worden bruut vermoord. Hierbij is ook huismeester Elko Krisantem zwaargewond geraakt. Malko zint op wraak en rust niet voordat alle terroristen die bij de brute overval betrokken waren zijn gedood. Een klopjacht op de terroristen voert hem door meerdere landen in Europa.

## Personages
- Malko Linge, Oostenrijkse prins en CIA-agent
- Alexandra Vogel, Malko's verloofde
- Elko Krisantem, huismeester van Malko Linge

## Film
De delen Romeinse wraak en De weduwe van de Ayatollah zijn in 1989 verfilmd als Eye of the Widow. Een actiefilm met in de hoofdrol Richard Young als Malko Linge. Doordat de film is gebaseerd op de novellen Romeinse Wraak en De weduwe van de Ayatollah vertoont de film slechts in beperkte mate overeenkomsten met de oorspronkelijke verhalen.
Naar aanleiding van de film is in 1990 een dubbelpocket (ISBN 9044923528) uitgebracht met bovengenoemde verhalen.